# Cassidulinella
Cassidulinella es un género de foraminífero bentónico de la subfamilia Cassidulininae, de la familia Cassidulinidae, de la superfamilia Cassidulinoidea, del suborden Buliminina y del orden Buliminida. Su especie tipo es Cassidulinella pliocenica. Su rango cronoestratigráfico abarca desde el Burdigaliense inferior (Mioceno inferior) hasta el Plioceno.

## Discusión
Clasificaciones previas incluían Cassidulinella en el suborden Rotaliina del orden Rotaliida.

## Clasificación
Cassidulinella incluye a las siguientes especies:
- Cassidulinella inflata †
- Cassidulinella pliocenica †
- Cassidulinella renulinaformis †